# Salon (champagne)
Salon är en champagnetillverkare av yttersta klass i den sydligasta av Grand Cru-byarna i Cote de Blancs, Le Mesnil sur Oger. Huset tillverkar endast årgångschampagne och bara synnerligen bra år. Vilket betyder att Salon är det enda vineriet i världen som inte gör vin varje år. Övriga år går druvorna till huset Delamotte, även det i Le Mesnil, som numera är Salons ägare.